# Соколов, Борис Вадимович
Бори́с Вади́мович Соколо́в (род. 2 января 1957, Москва) — российский публицист, литературовед, литературный критик. Доктор филологических наук, кандидат исторических наук, член Русского ПЕН-центра, член Ассоциации исследователей российского общества (АИРО-XXI).
До сентября 2008 года был профессором кафедры социальной антропологии Российского государственного социального университета. До мая 2016 года был членом Вольного исторического общества; исключён за нарушения научной этики. Постоянный автор сайта «Грани.ру», колумнист газеты ФЕОР «Еврейское слово».

## Биография
Родился в семье медиков.
Окончил географический факультет МГУ (1979) и заочную аспирантуру Института этнографии АН СССР, где в 1986 году защитил диссертацию на соискание степени кандидата исторических наук по специальности «Этнография, этнология и антропология» по теме «Британская метаэтническая общность за пределами Британских островов». Работал в Институте мировой литературы им. А. М. Горького АН СССР. В 1992 году на филологическом факультете МГУ защитил диссертацию на соискание степени доктора филологических наук по теме «Творческая история романа Михаила Булгакова „Мастер и Маргарита“» (первая докторская диссертация по Булгакову в России и СССР).
Автор около 60 книг и нескольких сотен научных статей по истории СССР и русской литературе. Среди них: энциклопедии «Булгаков» и «Гоголь», книги «Расшифрованный Булгаков: тайны „Мастера и Маргариты“», «Тайны русских писателей», «Моя книга о Владимире Сорокине», «Михаил Булгаков: загадки судьбы», «Михаил Булгаков: загадки творчества», биографии Ванги, Есенина, Врангеля, Тухачевского, Будённого, Жукова, Рокоссовского, Берии, Сталина, Гитлера, Гиммлера, Инессы Арманд и Надежды Крупской; книги «Вторая мировая: факты и версии», «Тайны Второй мировой», «Тайны финской войны», «Сто великих войн», «Сто великих политиков», «Оккупация: правда и миф», «Россия: удачи минувшего века» (в соавторстве) и др. Работы Соколова переведены на английский, польский, японский, латышский и эстонский языки.
Соколов является одним из экспертов фильма «The Soviet Story», вызвавшего неоднозначные оценки и обвинения в манипуляциях и фальсификациях.
C 17 сентября 2008 года перестал работать в РГСУ. По его собственным словам, его уволили после публикации 19 августа 2008 года в «Газете» статьи под названием «Проиграл ли Саакашвили» с подзаголовком «Итоги войны в Грузии не так однозначны, как их рисует официальная пропаганда». В той статье Соколов утверждал, что Россия все равно нашла бы другой повод, чтобы провести военную операцию против Грузии, даже если бы не было грузинского удара по Цхинвали. В случае, если бы Грузия не нанесла удар по Цхинвали, то, по мнению Соколова, Россия смогла бы разыграть другой сценарий и захватить Тбилиси за одни сутки. Автор назвал действия Саакашвили «не только вполне рациональными, но и единственно возможными для его спасения»:

Саакашвили решил упредить потенциального противника и начать войну в день начала Олимпиады, на котором присутствовал российский премьер, в то время как российский президент отдыхал на Волге. В результате российские войска вместо того, чтобы немедленно вторгнуться в Грузию, вынуждены были в течение двух дней отбивать у грузин Цхинвали.

После этого «грузинская армия явно по заранее разработанному плану быстро отошла в район Тбилиси». В целом победу в войне автор отдаёт полностью Грузии, у которой «шансы на вступление в НАТО теперь высоки как никогда», в то же время Россия со всех точек зрения проиграла. После выхода статьи руководство университета потребовало его увольнения по собственному желанию. По утверждениям Соколова, это произошло после звонков в ректорат университета из Администрации президента. Статья «Проиграл ли Саакашвили?» была удалена с сайта газеты.
В марте 2010 года подписал обращение российской оппозиции «Путин должен уйти».
В марте 2014 года вместе с рядом других деятелей науки и культуры выразил своё несогласие с политикой российской власти в Крыму.
В марте 2015 года, комментируя аннексию Крыма Российской Федерацией, Соколов заявил: «Взяли территорию, которая, по большому счету, России просто не нужна. У неё нет никакой ценности для России — ни военно-стратегической, ни экономической, ни культурной».
12 мая 2016 года был исключён из Вольного исторического общества за «неподобающее обращение с историческими источниками и некорректное цитирование чужих работ».
Отрицает антропогенный характер глобального потепления.
В ноябре 2019 подписал коллективное обращение в поддержку Гасана Гусейнова.

## Критика

### Исторические ошибки
Деятельность Соколова вызвала резкую критику со стороны ряда историков и литераторов. К примеру, по оценке С. Кузьмина, в его книгах «Барон Унгерн: Чёрный всадник» и «Барон Унгерн и Гражданская война на Востоке» содержатся серьёзные ошибки и неточности. С. Милованов в своей кандидатской диссертации причисляет Соколова к числу тех, кто ныне реанимирует «мифы гитлеровской пропаганды». Не называя конкретно, ссылается даже на фальшивые документы, распространявшиеся гитлеровцами.
Б. Жутовский в своей книге описывает крупную ссору, произошедшую между Соколовым и Разгоном по поводу того, что в своей книге («Энциклопедия булгаковская», с. 153—154) Соколов написал, будто Г. И. Бокий завёл на своей даче бордель, куда втянул и двух своих юных дочерей. (Одна из дочерей Бокия была женой Л. Разгона).
Ряд историков, социологов и публицистов считают недостоверными данные о потерях РККА в годы Великой Отечественной войны, приводимые в публикациях Б. В. Соколова.
В 1990 году в книге «Цена Победы» Соколов давал оценку в 14,7 млн погибших советских военнослужащих. С 1993 года Б. В. Соколов оценивает общее число погибших советских военнослужащих в 1941—1945 годах в 26,4 млн человек, при этом германские потери на восточном фронте оцениваются в 2,6 млн (то есть соотношение потерь 10:1). Однако советские потери Соколов определяет по своей методике, а немецкие — по учётным данным, к тому же не полным. Между тем, применение методики Соколова для оценки немецких потерь даёт цифру в 18,6 млн человек погибшими. Соколов в потери СССР включает и демографические потери (то есть тех, кто мог бы родиться, но не родился), а для Германии он такого подсчёта не ведёт.
Подсчёт общих потерь СССР основан на использовании Б. В. Соколовым отличающихся от общепринятых данных о численности населения: численность населения СССР на середину 1941 года взята в 209,3 млн человек (на 12-17 млн человек выше общепринятой, на уровне 1959 года), на начало 1946 года — в 167 млн (на 3,5 млн ниже общепринятой), что в сумме даёт разницу между официальным и полученным Соколовым числами. Подсчёты Б. В. Соколова повторяются во многих изданиях и СМИ (в фильме НТВ «Победа. Одна на всех», в интервью и выступлениях писателя В. П. Астафьева, в книге И. В. Бестужева-Лады «Россия накануне XXI века» и др.).
Академик РАН социолог Геннадий Осипов охарактеризовал Б. В. Соколова как «самого неутомимого „профессионального“ фальсификатора», а его подсчёты назвал абсурдными, поскольку «за все годы войны было мобилизовано (с учетом довоенного числа военнослужащих) 34,5 млн человек, из которых непосредственными участниками войны было около 27 млн человек. После окончания войны в Советской Армии числилось около 13 млн человек. Никак из 27 млн участников войны не могли погибнуть 26,4 миллиона».

### Литературоведческие ошибки
Борис Соколов — автор «Булгаковской энциклопедии» и многочисленных статей по теме «разгадки тайн» романа М. А. Булгакова «Мастер и Маргарита». Профессиональные булгаковеды нашли у Соколова массу ошибок и беспочвенных фантазий, несколько примеров приведены ниже. Лидия Яновская называет литературоведческие труды Соколова «фонтанирующей эрудицией», причём значительная часть информации не имеет отношения к Булгакову и не сопровождается какой-либо аргументацией. Племянница Булгакова и видный лингвист Елена Земская характеризует «Булгаковскую энциклопедию» как «ненаучное и нечестное издание. Там очень много лжи, неправды, касающейся и отдельных вопросов, связанных с родственниками. Мы даже, три племянницы, написали письмо в „Новое литературное обозрение“, оно опубликовано, с указанием на ошибки и даже клевету».
- Как Понтий Пилат, так и Воланд, по мнению Соколова,— немцы[29].
- Не только Булгаков, но даже и его отец Афанасий Иванович, сын священника и профессор Киевской духовной академии, в «Булгаковской энциклопедии» объявлены махровыми масонами. Текст «Мастера и Маргариты», по утверждению Соколова, напичкан масонскими символами или пародиями на них[30].
- «Ленин послужил одним из прототипов Воланда, функционально тождественного Понтию Пилату», а также прототипом нескольких других персонажей романа[31]. Данная трактовка у литературоведов считается маргинальной.
- Прототипом взяточника Никанора Ивановича Босого объявлен Николай Бухарин из-за выдуманного «сходства в одежде»[32].
- Действие романа, по мнению Соколова, происходит в 29 году н. э. (сам Булгаков всюду обозначает 33 год).
- «Булгаковская энциклопедия» утверждает: «Булгаков предположительно мобилизован в Красную Армию в качестве военного врача и вместе с ней покидает Киев. 14—16 октября — вместе с частями Красной Армии возвращается в Киев, в ходе боев на улицах города переходит на сторону Вооруженных сил Юга России (или попадает к ним в плен); становится военным врачом 3-го Терского казачьего полка». Никаких документальных доказательств этих утверждений не существует[33].
- В книге Соколова «Три жизни Михаила Булгакова» говорится: Булгаков не регистрировал довольно долго брак с Белозерской — это случилось только 30 апреля 1925 года — через год после развода с Т. Н. Лаппа и через полгода после начала совместной жизни со второй женой. На самом деле развод состоялся не в 1924, а в 1925 году (Варламов, глава «Ломка вех»).